# Llista de composicions per a orgue

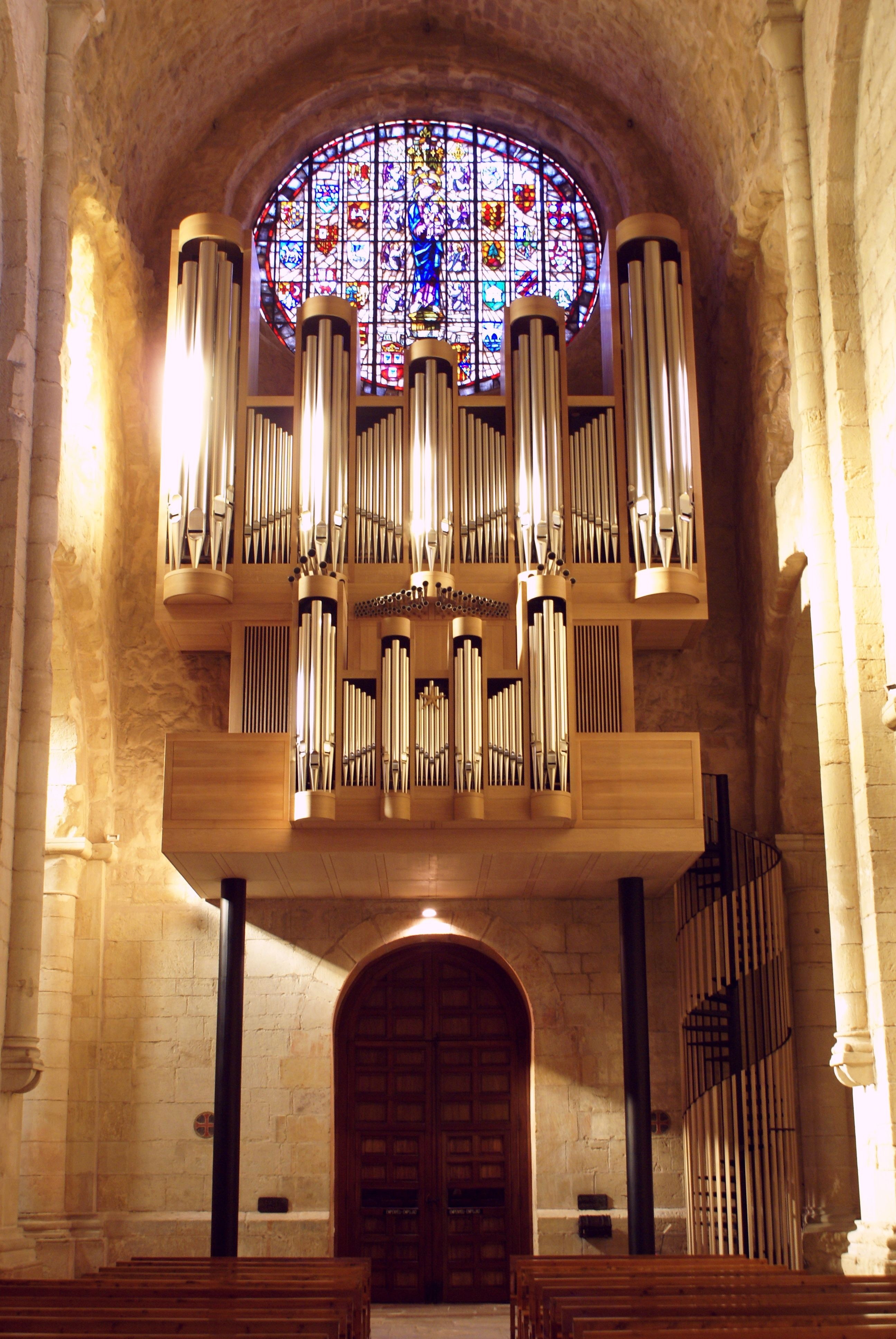
Orgue Metzler de Poblet (2012)

Aquesta és una llista de composicions per a orgue dins la tradició occidental de música d'orgue clàssic.

## Llista per compositor
- Alain, Jehan
  - Variacions sur un thème de Clément Janequin
  - Le Jardin suspendu
  - Litanies (Lletanies)
  - Trois Danses
  - Postlude pour l′office des Complines
- Albright, William
  - Sweet Sixteenths
- Bach, Johann Sebastian (Vegeu també: Llista de composicions d'orgue per Johann Sebastian Bach)
  - Sis trio sonates (BWV 525–530)
  - Preludis i fugues (BWV 531–551)
  - Toccatas i fugues (BWV 564–566)
  - Orgelbüchlein (Petit llibre d'orgue) (BWV 599–644)
  - 18 Grans Preludis Corals (Corals de Leipzig) (BWV 651–668)
  - Clavier-Übung III
    - Preludi en mi bemoll major (BWV 552/jo)
    - "Missa alemanya per a orgue" (BWV 669–689)
    - 4 Duetti (BWV 802–805)
    - Fuga em mi bemoll major (St. Anne) (BWV 552/II)

  - Pastorale (BWV 590)
  - Passacaglia i fuga (BWV 582)
  - Les següents peces es creuen que erròniament s'han atribuït a Bach:
    - Vuit Preludis i fugues (BWV 553–560) possiblement compostos per Johann Tobias Krebs
    - Toccata i fuga en re menor (BWV 565) – possiblement Bach transcripció d'una obra per a violí, o a partir d'una obra d'un altre compositor
- Beethoven, Ludwig van
  - Fuga en re major per a orgue, WoO 31 (1783)
- Boëllmann, Léon
  - Suite Gothique
- Nimrod Borenstein
  - Monologue opus 50 per a orgue sol (2008)
  - Kol Nidreï opus 10 per a orgue sol (1996)
- Brahms, Johannes
  - Fugue in ab minor WoO 8
  - Preludi i fuga en la menor WoO 9
  - Preludi i fuga en sol menor WoO 10
  - Preludi coral i fuga sobre „O Traurigkeit, o Herzeleid“ WoO 7
  - 11 Preludis corals op. posth. 122
- Buxtehude, Dieterich
- Cabezón, Antonio de
  - Tientos
- Copland, Aaron
  - Simfonia per a orgue i orquestra (Simfonia núm. 1) (1924)
- Costa, Fabio
  - Preludi-Meditació per a orgue
- Couperin, François
  - 2 Misses
- Miguel del Aguila
  - Organ Fantasy (1993)
  - One of You (2001)
- Delbos, Claire
  - Deux pièces (1935)
  - Paràfrasi sur le jugement dernier (1939)
  - L'Offrande à Marie (1943)
- Dupré, Marcel
  - Élévation op. 2
  - Trois Préludes et Fugues op. 7 (1914)
  - Scherzo op. 16 (1919)
  - Quinze Peces op. 18 (1919)
  - Cortège et Litanie op. 19 No. 2 (Transcripció de la versió de piano, 1921)
  - Variacions sur un Noël op. 20 (1922)
  - Suite Bretonne op. 21 (1923)
  - Symphonie-Passió op. 23 (1924)
  - Lamento op. 24 (1926)
  - Deuxième Symphonie op. 26 (1929)
  - Sept Pièces op. 27 (1931)
  - 79 Chorales op. 28 (1931)
  - Le Chemin de la Croix op. 29 (1931)
  - Trois Élevations op. 32 (1935)
  - Angélus op. 34 No. 1 (1936)
  - Trois Préludes et Fugues op. 36 (1938)
  - Évocation op. 37 (1941)
  - Le Tombeau de Titelouze op. 38 (1942)
  - Suite op. 39 (1944)
  - Offrande à la Vierge op. 40 (1944)
  - Deux Esquisses op. 41 (1945)
  - Paràfrasi en el Te Deum op. 43 (1945)
  - Vision op. 44 (1947)
  - 8 Preludis curts sobre temes gregorians op. 45 (1948)
  - Épithalame without opus (1948)
  - Variacions sur 'Il est né le divin enfant' sense opus (1948)
  - Miserere Mei op. 46 (1948)
  - Psaume XVIII op. 47 (1949)
  - Sis Antiennes pour le Temps de Noël op. 48 (1952)
  - 24 Invencions op. 50 (1956)
  - Triptyque op. 51 (1957)
  - Nymphéas op. 54 (1959)
  - Annonciation op. 56 (1961)
  - Chorale et Fugue op. 57 (1962)
  - Trois Hymnes op. 58 (1963)
  - 2 Corals op. 59 (1963)
  - In Memoriam op. 61 (1965)
  - Méditation Sense opus (1966)
  - Entrée, Canzona et Sortie op. 62 (1967)
  - 4 Fugues Modales op. 63 (1968)
  - Regina Coeli op. 64 (1969)
  - Vitrail op. 65 (1969)
  - Souvenir op. 65bis (1965)
- Duruflé, Maurice
  - Prélude et Fugue sur le nom d'Alain op. 7
  - Scherzo op. 2
  - Veni Creador op. 4
    - Prélude
    - Adagio
    - Chorale Variations

  - Fugue sur le carillon des heures de la cathédrale de Soissons
  - Suite per a orgue (opus 5)
    - Prélude
    - Sicilienne
    - Toccata
- Elgar, Edward
  - Cantique, op. 3
  - Vesper Voluntaries, op. 14
  - Sonata en sol major, op. 28
- Françaix, Jean
  - Marche solennelle (1956)
  - Suite carmélite (1960)
  - La suite profane (1984)
  - Messe de Mariage (1986)
- Franck, César
  - Sis Pièces
    - Fantasie
    - Grande Pièce Symphonique
    - Prélude, Fugue et Variation
    - Pastorale
    - Prière
    - Final

  - Trois Pièces
    - Fantasie
    - Cantabile
    - Pièce héroïque

  - Trois Chorales
    - Cap 1. En mi major
    - Cap 2. En si menor
    - Cap 3. En la menor

  - L'Organiste
- Frescobaldi, Girolamo
- Gigout, Eugène
  - Grand Chœur Dialogué
  - 10 Peces
    - 1. Preludi-Chorale i Allegro
    - 2. Minuetto
    - 3. Absoute
    - 4. Toccata
    - 5. Andante religioso (en forma d'un Cànon)
    - 6. Rhapsodie (sobre nadales)
    - 7. Offertoire ou Communion (Trio des Claviers)
    - 8. Scherzo
    - 9. Antienne (en mode frigi)
    - 10. Sortie (sobre Adoremus in Aeternum)
- Guilmant, Alexandre
  - Pièces dans différents styles
  - L'Organiste liturgiste, Op.65
  - 8 sonates
- Händel, George Frederic
  - 6 Concerts d'orgue, op.4
  - 6 Concerts d'orgue, sense op. (Incloent 3 concerti grossi)
    - El cucut i el rossinyol

  - 6 Concerts d'orgue, op.7
- Haydn, Franz Joseph
  - Concerto Hob. XVIII:1 en do major per a orgue (o clavecí) i orquestra (1756)
  - Concerto Hob. XVIII:2 en re major per a orgue (o clavecí) i orquestra (1767)
  - Concerto Hob. XVIII:6 en fa major per a violí i orgue (o clavecí) amb orquestra de corda (1766)
- Hindemith, Paul
  - Kammermusik No. 7 per a orgue i orquestra, Op. 46 Núm. 2 (1927)
  - Sonata per a orgue núm. 1 (1937)
  - Sonata per a orgue núm. 2 (1937)
  - Sonata per a orgue núm. 3 (sobre cançons tradicionals antigues)(1940)
  - Concert d'orgue (1962)
- Hovhaness, Alan
- Howells, Herbert
  - 6 Peces
    - 1. Fugue Chorale and Epilogue
    - 2. Master Tallis' Testament
    - 3. Paean
    - 4. Preludio 'Sine Nomine'
    - 5. Saraband (For the Morning of Easter)
    - 6. Saraband (In modo elegiaco)

  - 3 Psalm-Preludes, Set 1
  - 3 Psalm-Preludes, Set 2
  - 3 Rapsòdies
  - Sonata per a orgue
- Ives, Charles
  - Variations on "Amèrica"
- Jongen, Joseph
- Karg-Elert, Sigfrid
- Langlais, Jean
  - Neuf Pièces
  - Fête
  - Trois Paràfrasis grégoriennes
  - Suite médiévale
  - Incantation pour un jour Saint
  - Triptique
  - Diptique
  - Trois Méditations sur la Trinité
  - Cinq Méditations sur l′Ascension
  - Domenica in Palmis
  - Poème Évangélique
  - Suite Brève
  - Douze Petites Pièces
  - Rosa Mystica
  - Te Deum
  - Hymne de l′Acció de Grâce
  - Livre d'Orgue (40 Pièces)
  - Livre du Sacrement
  - Preludi i Fugue
  - Scherzo
  - Toccata
  - Première Symphonie
  - Deuxième Symphonie
  - Troisième Symphonie
  - 24 Pièces pour orgue
  - 7 Chorales
  - Rosace 4 pièces diverses
  - Soleis 5 pièces pour Orgue
  - Sonatine
  - Neuf Pièces pour orgue
  - Suite Française
  - Quatre Postludes
  - Hommage à Frescobaldi
  - Folkloric Suite
  - L'oficina pour la Sainte Famille
  - L'oficina pour la Sainte Trinité
  - Poem of Life
  - Poem of Peace
  - Poem of Happiness
  - Sonata en Trio
  - Livre Écuménique
  - Deux Pièces
  - Tres Voluntaries
  - Trois Implorations
  - Offrande à Marie
  - Barroc de suite
  - Huit Chants de Bretagne
  - Trois Esquisses Romanes
  - Trois Esquisses Gothiques
  - Mosaïque 1
  - Mosaïque 2
  - Mosaïque 3
  - Triptyque Grégorien
  - Progressió
  - Trois Noëls
  - Offrande à une âme
  - Chant des bergers – Prière des mages
  - Prélude et Allegro
  - Sept Études de Concert pour pédale solo
  - Deux Pièces brèves
  - Huit Préludes
  - II de miniatura
  - Talitah Koum
  - Trois Pièces faciles
  - B.A.C.H
  - Americà Folk–Hymn Settings
  - In Memoriam
  - Douze Versets
  - Hommage à Rameau
  - Expressions
  - Fantasy on Two Old Scottish Themes
  - Trumpet Tune
  - Christmas Carol Hymn Settings
  - Contrastes
  - Mort et Résurrection
  - Moonlight Scherzo
  - Trois Offertoires
  - Suite in Simplicitate
  - Trio
- Jean-Pierre Leguay
  - Cinq Esquisses pour piano et orgue (1959–60)
  - Prélude, trio de timbres, fugato pour orgue (1961)
  - Au Maître de la Paix pour orgue (1963–64)
  - Cinq versets sur Veni El creador pour orgue (1965)
  - Sextuor pour flûte, hautbois, clarinet, cor, basson, piano (1967)
  - Péan I pour orgue, 3 trombones, marimba, percussions (1968–2010)
  - Gitanjâli pour grand orchestre (1969)
  - Aurore pour flûte, hautbois, violoncelle et harpe (1969–70)
  - Péan II, pour trompette et orgue (1970–71)
  - Péan III, pour orgue (1971–72)
  - Hexagonal, pour flûte et orgue (1972)
  - Angle, pour deux harpes (1972)
  - Flamme, pour hautbois ou saxophone alto (1973)
  - Sonate I pour orgue (1973–74)
  - Sève, pour saxophone et piano (1974)
  - Granit (Version I), pour 4 trombones et orgue (1975)
  - XIX Préludes, pour orgue (1965–75)
  - Job, pour choeur de femmes et orgue (1976)
  - Le matin sûrement va venir, pour Ondes Martenot, piano, percussions (1977)
  - El trio pour violon, alto et violoncelle (1978)
  - Madrigal jo, pour 4 trombones (1979)
  - II de madrigal, pour orgue (1979)
  - Préludes XX, pour orgue (1980)
  - Prélude XXI, pour orgue (1980)
  - Prélude XXII, pour orgue (1980)
  - Etoilé pour clavecin ou orgue positif et 5 instrumentistes (1981)
  - Madrigal III, pour clavecin ou orgue positif (1982)
  - Prélude XXIII, pour orgue (1982)
  - IV de madrigal, pour guitare (1982)
  - Sonate II, pour orgue (1982–83)
  - Madrigal V, pour orgue (1983)
  - Scabbs, pour saxophone alto et contrebasse ou saxophone baryton (1983–84)
  - Buf, pour 14 instrumentistes (1984)
  - Madrigal VI, pour 4 saxophones (1985)
  - Madrigal VII, pour orgue (1985)
  - Cinq pièces pour alto, contrebasse, percussions (1985–86)
  - Aube, pour orgue positif et orchestre de chambre (1986)
  - Vigiles, pour choeur, orgue, trombone, percussions (1986)
  - Madrigal VIII, pour percussions (1986–89)
  - Chant d'airain, pour trombone ténor (1986)
  - Prélude Jo, pour guitare (1986)
  - Granit (Version II), pour 2 trompettes, 2 trombones et orgue (1987)
  - Madrigal IX, pour orgue (1988)
  - Chant, pour choeur de femmes et percussion (1989–90)
  - Quatuor, pour quatuor à cordes (1989–95)
  - Capriccio, pour orgue (1990)
  - Azur, pour piano (1990–91)
  - Spicilège, pour orgue (1992–93)
  - Horizon, pour orgue (1995)
  - Animato, pour orgue (1995)
  - Psaume XXI, pour sextuor vocal a cappella (1996–97)
  - Trois esquisses, pour flûte avec ou sans piano (1998)
  - Secundum Matthaeum, pour ténor et orgue (1999)
  - Missa Deo Gratias, pour soprano solo, chœur mixte, un ou deux orgues, cuivres et percussion (1999–2000)
  - Brève, pour orgue (2000)
  - Pater Noster, pour ténor avec ou sans orgue (2000–01)
  - Alleluia, pour ténor avec ou sans orgue (2001)
  - Sept pièces brèves, pour flûte et orgue (2003–04)
  - Péan IV, pour orgue (2004)
  - Sonate III, pour orgue (2005–06)
  - Cinq reflets, pour orgue (2006)
  - Et puis, et puis encore ?, pour orgue (2008)
  - Cendre d'ailes, pour voix de ténor et piano sur des poèmes d'Henri Michaux (2009–10)
  - Brève II, pour orgue (2010)
  - Allume l'aube dans la source, pour piano (2010–11)
  - Et il chante l'aurore, pour orgue (2012)
- Liszt, Franz
  - Fantasia i fuga sobre Ad Nos, ad salutarem undam
  - Preludi i fuga sobre B-A-C-H
  - Évocation à la Chapelle Sixtine
  - Variations über Weinen, Klagen, Sorgen, Zagen (arr. per a orgue d'una peça de piano)
- William Lloyd Webber (1914–1982)
  - Chorale, Cantilena and Finale
  - Three Recital Peces (1952)
  - Aria, 13 Peces
  - Reflections, 7 Peces
  - Eight Varied Pieces
  - Songs without Words, 6 Peces
  - Five Portraits per a orgues domèstics
  - Elegy
  - Six Interludes on Christmas Carols
- Magle, Frederik
  - Simfonia per a orgue núm.1 (1990)
  - Simfonia per a orgue núm.2 Let there be light (1993)
  - Human's Millenium (2000)
  - Cantilena per a orgue (2003)
  - Viva voce (2008)
  - o Become (2009)
  - Like a Flame (2009–2010), 22 improvisations subsequently written down.
- Mathias, William
  - Prelude, Elegy and Toccata (1954)
  - Partita Op.19 (1962)
  - Variations on a Hymn Tune Op.20 (1962)
  - Postlude (1962)
  - Processional (1964)
  - Chorale (Pasqua 1966)
  - Invocations Op.35 (1967)
  - Toccata Giocosa Op.36 No.2 (1967) dedicada a Sir David Willcocks en ocasió de la inauguració de l'orgue nou a The Royal College of Organists, 7 d'octubre de 1967
  - Jubilate Op.67, No.2 (1974) dedicada a Michael Smythe
  - Fantasia Op.78 (1978)
  - Canzonetta Op.78 No.2 (1978)
  - Antiphonies Op.88 No.2 (1982)
  - Berceuse Op.95 No.3 (1985)
  - Recessional Op.96 No.4 (1986) dedicada a Christopher Morris, músic, editor, amic
  - Fanfare (1987)
  - Carillon (1989)
  - Fenestra (1989)
- Mendelssohn, Felix
  - 3 Preludis i fugues, Op.37
  - 6 Sonates (1844–1845)
    - No. 1 en fa menor
    - No. 2 en do menor
    - No. 3 en la major (Aus tiefer No schrei ich zu dir)
    - No. 4 en sib major
    - No. 5 en re major
    - No. 6 en re menor (Vater unser im Himmelreich)
- Messiaen, Olivier
  - Le Banquet Céleste (1928)
  - Diptyque (1929)
  - Apparition De L'Église Éternelle (1931)
  - L'Ascension (1933) – 4 méditations
  - La Nativité du Seigneur (1935) – 9 méditations
  - Les Corps Glorieux (1939) – 7 visions curtes
  - Messe de la Pentecôte (1950)
  - Livre D'Orgue (1951) – 7 pièces
  - Verset pour la Fête de la Dédicace (1960)
  - Méditations sur le Mystère de la Sainte Trinité (1969) – 9 pièces
  - Livre du Sant Sacrement (1984) – 18 pièces
- Mozart, Wolfgang Amadeus
  - 17 Sonates d'església (per a 2 violins, baix i orgue)
  - Adagio i Allegro per a orgue Mecànic en fa menor K.594
  - Fantasia per a orgue Mecànic en fa menor K.608
  - Andante per a orgue Mecànic en fa major K.616
- Pachelbel, Johann
  - 7 Preludis
  - 15 Toccatas
  - 3 Fantasies
  - 2 Ricercares
  - Preludi i fuga en mi menor
  - Toccata i fuga en si bemoll major
  - 19 Fugues
  - 98 Magnificat Fugues
  - 72 Arranjaments corals
- Palestine, Charlemagne
  - Spectral Continuum (1970–81)
  - Schlingen-Blängen (1985)
  - Schlongo!!!daLUVdrone (1998)
- Pincemaille, Pierre
  - Prologue et Noël varié, Delatour (2007)
- Poulenc, Francis
  - Concert per a orgue
- Reger, Max
- Reubke, Julius
  - Sonata on the 94th Psalm
- Rheinberger, Josef
- Sant-Saëns, Camille
  - Op. 78 Simfonia núm. 3 (Sant-Saëns) (1886)
  - Op. 99 Preludis i fugues per a orgue (1894)
    - Preludi i fuga en mi bemoll major, no. 3.

  - Op. 101 Fugatos d'obres per a orgue: Fantasia en re bemoll major per a orgue (1866)
  - Op. 109 Preludis i fugues per a orgue (1898)
- Salieri, Antonio
  - Concert per a orgue i orquestra en do major (1773)
- Schumann, Robert
  - Sis estudis en forma de cànons per a orgue, op. 56 (1845)
  - Quatre esbossos per a orgue, op. 58 (1845)
  - Sis fugues en B-A-C-H per a orgue, op. 60 (1845)
- Carlos Seixas
- Serry, Sr., John
  - Processional (Wedding March for Organ, 1968)
  - Elegy (orgue litúrgic, 1986)
  - A Savior Is Born (litúrgic, orgue i veu 1991)
  - The Lord's Prayer (litúrgic, orgue i cor 1992)
  - American Rhapsody (revisió per a orgue 2002)
  - Concerto for Free Bass Accordion (revisió per a orgue 2002)
- Shchetynsky, Alexander
  - Formes i colors (1999)
- Sulzer, David
  - Hockets and Inventions, op. 6 (1990)
  - Organum, Llibre I, op. 23 (2011)
- Svoboda, Tomáš
  - Simfonia núm. 3 per a orgue & orquestra, op. 43 (1965)
  - Offertories for Organ(Vol. Jo), op. 52un (1949–96)
  - Wedding March for Organ, op. 94 (1979)
  - Nocturn per a orgue, 4 mans, op.155 (1996)
  - Duo Concerto for Trumpet & Organ, op. 152 (1997)
- Sweelinck, Jan Pieterszoon
  - Fantasias, toccatas, variations on hymns and songs
- Tal, Josef (1910–2008)
  - Salva venia (1983)
- Titelouze, Jean (ca 1563–1633)
  - Hymnes de l'Église pour toucher sur l'orgue (1623)
  - Le Magnificat (1626)
- Tournemire, Charles
  - L'Orgue Mystique
- Vierne, Louis
  - Simfonies per a orgue
    - No. 1 en re menor (opus 14, 1899)
    - No. 2 en mi menor (opus 20, 1902)
    - No. 3 en fa# menor (1911)
    - No. 4 en sol menor (opus 32, 1914)
    - No. 5 en la menor (opus 47, 1924)
    - No. 6 en si menor (opus 59, 1930)

  - 24 Pièces de Fantaisie
    - Suite 1
      - Prélude
      - Andantino
      - Caprice
      - Intermezzo
      - Rèquiem aeternam
      - Marche nuptiale

    - Suite 2
      - Lamento
      - Sicilienne
      - Hymne au Soleil
      - Feux Follets
      - Clair de Lune
      - Toccata

    - Suite 3
      - Dédicace
      - Impromptu
      - Étoile du Soir
      - Fantômes
      - Sur le Rhin
      - Carillon de Westminster

    - Suite 4
      - Aubade
      - Résignation
      - Cathédrales
      - Naïades
      - Gargouilles et chimères
      - Les Cloches de Hinckley
- Widor, Charles-Marie
  - Symphonie pour orgue No. 1 op. 13 no. 1 (1872, Julien Hamelle)
  - Symphonie pour orgue No. 2 op. 13 no. 2 (1872, Hamelle)
  - Symphonie pour orgue No. 3 op. 13 no. 3 (1872, Hamelle)
  - Symphonie pour orgue No. 4 op. 13 no. 4 (1872, Hamelle)
  - Marche Américaine (transc. Per Marcel Dupré: no. 11 de 12 Feuillets d'Àlbum op. 31, Hamelle)
  - Symphonie pour orgue No. 5 op. 42 no. 1 (1879, Hamelle)
  - Symphonie pour orgue No. 6 op. 42 no. 2 (1879, Hamelle)
  - Symphonie pour orgue No. 7 op. 42 no. 3 (1887, Hamelle)
  - Symphonie pour orgue No. 8 op. 42 no. 4 (1887, Hamelle)
  - Marche Nuptiale op. 64 (1892) (trasc., de Conte d'Avril, Hamelle)
  - Symphonie pour orgue No. 9 "Gothique" op. 70 (1895, Schott)
  - Symphonie pour orgue No. 10 "Romane" op. 73 (1900, Hamelle)
  - Suite Latine op. 86 (1927, Durand)
  - Trois Nouvelles Pièces op. 87 (1934, Durand)
  - Bach Memento (1925, Hamelle)